# Lockheed (Marvel)
Lockheed is een personage uit de strips van Marvel Comics. Hij is een alien draak die lange tijd gezelschap was van Shadowcat, lid van de X-Men en Excalibur. Hij werd bedacht door Chris Claremont en Paul Smith, en verscheen voor het eerst in Uncanny X-Men #166 (februari 1983).

## Biografie
Toen de X-Men werden ontvoerd door het buitenaardse ras de Brood, ontmoette Shadowcat op hun planeet een paarse draak ter grootte van een kat. Deze draak deed haar sterk denken aan een draak die ze had bedacht voor een verhaal dat ze kort voor hun ontvoering aan Illyana Rasputin vertelde. Hij redde haar van de Brood, waarna ze hem de naam Lockheed gaf.
Shadowcat probeerde Lockheed verborgen te houden voor Professor X en haar teamgenoten, maar eenmaal terug op aarde toonde hij zichzelf. De X-Men waardeerden zijn aanwezigheid echter, waarna Lockheed lange tijd Shadowcat gezelschap hield.
Lockheed is lid van een zeer geavanceerde draakachtige soort, die door de ruimte kunnen reizen via speciale “astrale schepen” die hun geest verplaatsen. Hun levensstijl is gelijk aan die van veel insecten, waarin een individu slechts onderdeel is van een grote groep. Lockheed stond bij zijn soort bekend als een sterke krijger tegen de Brood, maar hij had individuele wensen. Deze werden pas gerealiseerd toen hij bij de X-Men kwam. Lockheeds soortgenoten kwamen hem echter opzoeken vanwege zijn “verraad”. Maar nadat hij zijn motieven duidelijk maakte en hen redde van een ongeluk, werd hij officieel “verbannen” (in positieve zin) naar de Aarde.
Gedurende de Secret Wars werden de X-Men, inclusief Lockheed, naar een buitenaardse planeet getransporteerd door de Beyonder. Hier ontmoette Lockheed een vrouwelijke groene draak. Zij vergezelde hem en de X-Men terug naar de Aarde, maar eenmaal daar groeide ze uit tot enorm formaat. Toen ze Tokio aanviel werd ze blijkbaar gedood. Lockheed bleef bij Kitty toen zij lid werd van het Britse superheldenteam Excalibur.
Lockheed zag echter niets in Shadowcats vriend bij Excalibur, Pete Wisdom. Lockheed toonde hier ook voor het eerst dat hij kon praten, maar het enige wat hij tegen Pete zei was dat hij hem haatte. Lockheed verdween daarna een tijdje uit de strips, maar keerde weer terug als vast personage toen Shadowcat terugging naar de X-Men. Toen de X-Men de alien Ord bevochten, was het Lockheed die hem uiteindelijk versloeg. Zowel Shadowcat als Lockheed gingen uiteindelijk bij het “Astonishing X-Men” team.

## Krachten en vaardigheden
Lockheed lijkt op een kleine paarse Europese draak, ongeveer met het formaat van een kat. Hij heeft scherpe klauwen, tanden, twee hoorns en vleugels. Hij kan vuur spuwen met extreme intensiteit, en is zeker voor zijn formaat een formidabele vechter. Zelfs de Brood vrezen hem. Lockheeds hersenen zijn immuun voor telepathische aanvallen. Hij is tevens een empath waardoor hij de menselijke taal kan begrijpen. Lockheed kan zelf ook Engels praten, maar doet dit maar zelden.
Lockheeds uiterlijk en persoonlijkheid zijn over de jaren veranderd, mede door de verschillende tekenaars die hem tekenden. In zijn eerste verschijning leek hij nog het meest op een draak zoals de meeste mensen die kennen. Hij liep op vier poten en had rode ogen zonder pupil of iris. Tegen de tijd dat hij verscheen in de Excalibur strips was hij meer een antropomorfe draak. Hij had nu menselijke ogen, kon rechtop lopen en was in staat tot meer menselijke gelaatsuitdrukkingen. Recentelijk echter is hij grotendeels weer terugveranderd naar zijn oorspronkelijke uiterlijk.
Over Lockheeds intelligentie bestaat ook onduidelijkheid. Hij is in staat te praten (zij het met een Cockney accent), maar de enige die dit ooit heeft gehoord is Pete Wisdom. Lockheeds band met Shadowcat lijkt een psychische aard te hebben.

## In andere media
- Lockheed verscheen in Pryde of the X-Men.
- In X-Men: Evolution heeft Shadowcat een knuffelbeest in de vorm van een paarse draak, duidelijk gebaseerd op Lockheed.
- Lockheed is Shadowcats huisdraak in de romanversie van de film X-Men: The Last Stand. In de film zelf komt hij niet voor.